# Nachal Rakad
Nachal Rakad (hebrejsky: נחל רוקד, arabsky: Wadi al-Ragat, nebo Ruqqad) je vodní tok o délce 74 km v Izraeli, respektive na Golanských výšinách okupovaných Izraelem od roku 1967, a v Sýrii.
Pramení na jižních úbočích masivu Hermon a probíhá pak na syrské straně syrsko-izraelské hranice. Na jihovýchodní straně Golanských výšin se tok prudce zařezává do okolní náhorní planiny a vytváří úzké a hluboké údolí, kterým probíhá linie dotyku mezi izraelským a syrským územím (nikoliv ale přímo středem vodního toku, takže v tomto úseku je Nachal Rakad převážně na izraelské straně). Horní (severní) úsek má charakter nepravidelného vádí, na dolním úseku jde o stálý tok, který patří k nejvydatnějším na Golanských výšinách. Ústí do řeky Jarmúk, již na okraji příkopové propadliny při řece Jordán, v nadmořské výšce cca 60 metrů pod hladinou moře. Poblíž soutoku Nachal Rakad a řeky Jarmuk leží trojmezní bod, kde se stýkají území Izraele, Sýrie a Jordánska. Údolí není běžně turisticky přístupné a pohyb zde vyžaduje speciální bezpečnostní opatření.